# Csordás György
Csordás György (Cegléd, 1928. október 6. – Budapest, 2000. május 9.) Európa-bajnok magyar úszó.
A versenyszerű sportolást a Ceglédi Vasutas Sport Egyesületben kezdte, majd 1948-ban az UTE (Újpesti Torna Egylet) úszójaként került be a magyar válogatottba és vett részt az 1948. évi olimpián. 1949-ben az FTC (Ferencvárosi Torna Club) versenyzője lett. Elsősorban közép- és hosszútávúszásban, illetve a magyar 4 × 200 méteres gyorsváltó tagjaként volt eredményes. 1951-ben 400 méteren, 1500 méteren és a gyorsváltóval is Európa-csúcsot úszott. Az 1952. évi olimpián 1500 méteren az előfutamban kiesett, 400 méteren bejutott az elődöntőbe, de ott a gyorsváltóra való tekintettel nem állt rajthoz. Legjelentősebb sportsikereit az 1954. évi torinói Európa-bajnokságon érte el, ahol mindkét egyéni számában Európa-bajnoki címet szerzett és az előfutamok során szerepelt a később aranyérmet nyert váltóban is.  
Pályafutása során összesen tizenöt magyar bajnoki címet nyert, ezért 1982-ben örökös bajnokká nyilvánították. Az 1956. évi melbourne-i olimpián valamennyi számában helyezetlenül végzett. Családjára tekintettel hazatért, de az úszással 1958-ban felhagyott.
1960-ban a Sportvezető és Edzőképző Intézetben (SEKI) edzői oklevelet szerzett. Kolumbiai edzői állásajánlatot kapott, de kiutazását a magyar hatóságok nem engedélyezték. 

## Sporteredményei
- olimpiai 4. helyezett
  - 1948, London: 1500 m gyors (19:54,2[4])
- olimpiai 5. helyezett:
  - 1952, Helsinki: 4 × 200 m gyorsváltó (8:52,6 – Gyöngyösi László, Kádas Géza, Nyéki Imre)
- kétszeres Európa-bajnok:
  - 1954, Torino: 
    - 400 m gyors (4:38,8)
    - 1500 m gyors (18:57,8)
- nyolcszoros főiskolai világbajnok:
  - 1949, Budapest:
    - 400 m gyors (4:49,4)
    - 1500 m gyors (19:21,8)
    - 4 × 100 m gyorsváltó (3:56,8 – Kádas Géza, Nyéki Imre, Szilárd Zoltán)
    - 4 × 200 m gyorsváltó (8:57,8 – Gyöngyösi László, Kádas Géza, Nyéki Imre)

  - 1951, Berlin: 
    - 400 m gyors (4:42,9)
    - 1500 m gyors (19:21,0)
    - 4 × 200 m gyorsváltó (8:56,1 – Csapó Gábor, Nyéki Imre, Kádas Géza)

  - 1954, Budapest: 1500 m gyors (18:51,6)
- főiskolai világbajnoki 2. helyezett:
  - 1954, Budapest: 400 m gyors (4:44,7)
- tizenötszörös magyar bajnok:
  - 400 m gyors: 1949, 1951, 1952
  - 800 m gyors: 1949, 1950, 1951
  - 1500 m gyors: 1949, 1950, 1951, 1953
  - 4 × 200 m gyorsváltó: 1952, 1956, 1957, 1958
  - folyamúszás: 1951
- nyolcszoros magyar csúcstartó
- háromszoros Európa-csúcstartó:
  - 800 m gyors: 9:50,2 (1951)
  - 1500 m gyors: 18:49,6 (1951)
  - 4 × 200 m gyorsváltó: 8:45,9 (1951 – Gyöngyösi László, Nyéki Imre, Kádas Géza)

## Rekordjai

### 400 méter gyors
- 4:45,4 (1949. július 24., Budapest) országos csúcs
- 4:41,2 (1951. május 6., Moszkva) országos csúcs (25 m)
- 4:38,8 (1954. szeptember 5., Torino) országos csúcs

### 800 méter gyors
- 9:50,2 (1954. június 9., Budapest) országos csúcs

### 1500 méter gyors
- 19:21,8 (1949. augusztus 20., Budapest) országos csúcs
- 18:49,6 (1951. július 8., Budapest) országos csúcs
- 18:48,1 (1953. július 24., Budapest) országos csúcs
- 18:47,7 (1953. augusztus 10., Budapest) országos csúcs

## Díjai, elismerései
- Magyar Köztársasági Sportérdemérem arany fokozat (1949)[5]
- A Magyar Népköztársaság kiváló sportolója (1951)[6]
- A Magyar Népköztársaság Érdemes Sportolója (1954)[7]
- A Magyar Népköztársaság Kiváló Sportolója (1955)[8]